# Eodorcadion ornatum
Eodorcadion ornatum là một loài bọ cánh cứng trong họ Cerambycidae.